# Адміністративний устрій Новотроїцького району
Адміністративний устрій Новотроїцького району — адміністративно-територіальний поділ Новотроїцького району Херсонської області на 2 селищні та 17 сільських рад, які об'єднують 44 населені пункти та підпорядковані Новотроїцькій районній раді. Адміністративний центр — смт Новотроїцьке.

## Список радНовотроїцького району
| №  | Назва                              | Центр                 | Населені пункти                                                                 | Площа км² | Місце за площею | Населення (2001), чол. | Місце за населенням | Розташування |
| -- | ---------------------------------- | --------------------- | ------------------------------------------------------------------------------- | --------- | --------------- | ---------------------- | ------------------- | ------------ |
| 1  | Новотроїцька селищна рада          | смт Новотроїцьке      | смт Новотроїцьке с. Благовіщенка с. Захарівка                                   |           |                 |                        |                     |              |
| 2  | Сиваська селищна рада              | смт Сиваське          | смт Сиваське                                                                    |           |                 |                        |                     |              |
| 3  | Василівська сільська рада          | с. Василівка          | с. Василівка с. Дружелюбівка                                                    |           |                 |                        |                     |              |
| 4  | Володимиро-Іллінська сільська рада | c. Володимиро-Іллінка | c. Володимиро-Іллінка с. Катеринівка с. Новорепівка с. Новоукраїнка с. Софіївка |           |                 |                        |                     |              |
| 5  | Воскресенська сільська рада        | c. Воскресенка        | c. Воскресенка                                                                  |           |                 |                        |                     |              |
| 6  | Горностаївська сільська рада       | c. Горностаївка       | c. Горностаївка                                                                 |           |                 |                        |                     |              |
| 7  | Громівська сільська рада           | c. Громівка           | c. Громівка                                                                     |           |                 |                        |                     |              |
| 8  | Дивненська сільська рада           | c. Дивне              | c. Дивне с. Лиходідівка с. Попелак с. Свиридонівка                              |           |                 |                        |                     |              |
| 9  | Зеленівська сільська рада          | c. Зелене             | c. Зелене с. Перемога                                                           |           |                 |                        |                     |              |
| 10 | Новомиколаївська сільська рада     | c. Новомиколаївка     | c. Новомиколаївка                                                               |           |                 |                        |                     |              |
| 11 | Новомихайлівська сільська рада     | c. Новомихайлівка     | c. Новомихайлівка с. Водославка с. Маячка                                       |           |                 |                        |                     |              |
| 12 | Новопокровська сільська рада       | c. Новопокровка       | c. Новопокровка с. Ясна Поляна                                                  |           |                 |                        |                     |              |
| 13 | Одрадівська сільська рада          | c. Одрадівка          | c. Одрадівка                                                                    |           |                 |                        |                     |              |
| 14 | Олександрівська сільська рада      | c. Олександрівка      | c. Олександрівка с. Калинівка                                                   |           |                 |                        |                     |              |
| 15 | Подовська сільська рада            | c. Подове             | c. Подове с. Качкарівка                                                         |           |                 |                        |                     |              |
| 16 | Сергіївська сільська рада          | c. Сергіївка          | c. Сергіївка с. Вознесенка                                                      |           |                 |                        |                     |              |
| 17 | Сивашівська сільська рада          | c. Сивашівка          | c. Сивашівка с. Заозерне с. Овер'янівка с. Садове                               |           |                 |                        |                     |              |
| 18 | Федорівська сільська рада          | c. Федорівка          | c. Федорівка с. Кривий Ріг с. Метрополь                                         |           |                 |                        |                     |              |
| 19 | Чкалівська сільська рада           | c. Чкалове            | c. Чкалове с. Воскресенське с. Двійне с. Ковильне                               |           |                 |                        |                     |              |

* Примітки: м. — місто, с-ще — селище, смт — селище міського типу, с. — село